# Rue de Bourgogne (Orléans)
Pour les articles homonymes, voir rue de Bourgogne.
La rue de Bourgogne est une voie de la commune française d'Orléans (Loiret, Centre-Val de Loire), située sur la rive droite de la Loire. Du fait de ses nombreux commerces, notamment restaurants et bars, elle est l'une des rues les plus animées de la ville.

## Situation et accès
La rue commence sur son axe ouest depuis la rue Royale et finit à l'est sur le square Charles-Péguy et le Boulevard Saint-Euverte. L'axe se prolonge avec le Faubourg Bourgogne, qui demeure une zone plus résidentielle.

## Origine du nom
Son nom est nommé en raison du fait qu'elle était la principale voie vers la Bourgogne pendant le Moyen Âge. 

## Historique
La rue de Bourgogne est, dès l'époque gallo-romaine, un des principaux axes est-ouest de la ville. Elle devient rapidement la rue la plus commerçante de la ville, avec la présence d'une vinaigrerie et d'une chocolaterie (depuis disparus).
En 1429, Jeanne d'Arc entre dans Orléans par la porte "Bourgogne" qui était alors située à l'entrée est de la rue.
Une cartographie réalisé en 2017 sur les rues de la soif en France, établit que la rue de Bourgogne concentre le plus grand nombre de débits de boisson de la ville et détient le record quantitatif en France, avec 24 bistrots.

## Bâtiments remarquables et lieux de mémoire
Il subsiste de nombreux anciens bâtiments au sein de la rue de Bourgogne, dont des maisons à colombages. D'ouest en est, se trouvent notamment un temple protestant, la préfecture depuis laquelle le transept sud de la cathédrale est visible, ainsi que la « salle des thèses », rappelant l'ancien emplacement de l'Université d'Orléans (désormais située à Orléans-la-Source) du XVe siècle où Jean Calvin étudia le droit en 1528.